# Lista de prefeitos de São Desidério
Esta é a lista de prefeitos do município de São Desidério, estado brasileiro da Bahia.
| Nº | Nome                                                                        | Imagem                | Partido                                          | Início do mandato       | Fim do mandato                          | Observações                                                                                 |
| 1  | Abelardo Alencar (Barreiras, 14.07.1911–28.10.2003)                         |                       | Partido Social Democrático PSD                   | 7 de abril de 1963      | 31 de janeiro de 1967                   | Prefeito eleito em sufrágio universal                                                       |
| 2  | Manuel Rodrigues de Carvalho (São Desidério, 26.08.1925–25.05.1977)         |                       | Partido Social Democrático PSD                   | 1° de fevereiro de 1967 | 30 de janeiro de 1970                   | Prefeito eleito em sufrágio universal                                                       |
| 3  | Sinésio da Silva Nunes (Serra Dourada, 02.06.1918–09.09.2007)               |                       | União Democrática Nacional UDN                   | 31 de janeiro de 1970   | 14 de novembro de 1972                  | Prefeito eleito em sufrágio universal                                                       |
| 4  | Antonio Pereira da Rocha (Ibipitanga, 19.12.1919–07.06.1987)                |                       | União Democrática Nacional UDN                   | 15 de novembro de 1972  | 31 de janeiro de 1977                   | Prefeito eleito em sufrágio universal                                                       |
| 5  | José Fernandes de Santana (São Desidério, 29.05.1931–28.03.2013)            |                       | Partido do Movimento Democrático Brasileiro PMDB | 1° de fevereiro de 1977 | 31 de janeiro de 1982                   | Prefeito eleito em sufrágio universal                                                       |
| 6  | Felisberto Ferreira dos Anjos (São Desidério, 10.04.1944–21.09.2019)        |                       | Partido Democrático Social PDS                   | 1° de fevereiro de 1983 | 31 de dezembro de 1988                  | Prefeito eleito em sufrágio universal                                                       |
| 7  | José Fernandes de Santana (São Desidério, 29.05.1931–28.03.2013)            |                       | Partido do Movimento Democrático Brasileiro PMDB | 1° de janeiro de 1989   | 31 de dezembro de 1992                  | Prefeito eleito em sufrágio universal                                                       |
| 8  | Felisberto Ferreira dos Anjos (São Desidério, 10.04.1944–21.09.2019)        |                       | Partido da Frente Liberal PFL                    | 1° de janeiro de 1993   | 31 de dezembro de 1996                  | Prefeito eleito em sufrágio universal                                                       |
| 9  | Zito Barbosa (Barreiras, 09.06.1960–)                                       |                       | Partido da Frente Liberal PFL                    | 1° de janeiro de 1997   | 31 de dezembro de 2000                  | Prefeito eleito em sufrágio universal                                                       |
| 9  | Zito Barbosa (Barreiras, 09.06.1960–)                                       | 1° de janeiro de 2001 | Partido da Frente Liberal PFL                    | 31 de dezembro de 2004  | Prefeito reeleito em sufrágio universal |                                                                                             |
| 10 | Arnon Pereira Lessa (Barreiras, 24.01.1963–)                                |                       | Partido da Frente Liberal PFL                    | 1° de janeiro de 2005   | 31 de dezembro de 2008                  | Prefeito eleito em sufrágio universal                                                       |
| 11 | Zito Barbosa (Barreiras, 09.06.1960–)                                       |                       | Partido do Movimento Democrático Brasileiro PMDB | 1° de janeiro de 2009   | 2 de março de 2012                      | Prefeito eleito em sufrágio universal, renunciou para se candidatar a prefeito de Barreiras |
| 12 | Ademilton Barbosa dos Santos, Demir Barbosa (Barreiras, 01.10.1970–)        |                       | Partido do Movimento Democrático Brasileiro PMDB | 3 de março de 2012      | 31 de dezembro de 2013                  | Vice-prefeito eleito no cargo de titular                                                    |
| 12 | Ademilton Barbosa dos Santos, Demir Barbosa (Barreiras, 01.10.1970–)        | 1° de janeiro de 2013 | Partido do Movimento Democrático Brasileiro PMDB | 31 de dezembro de 2016  | Prefeito reeleito em sufrágio universal |                                                                                             |
| 13 | José Carlos de Carvalho, Zé Carlos (São Desidério, 10.09.1971–)             |                       | Partido Progressista PP                          | 1° de janeiro de 2017   | 31 de dezembro de 2020                  | Prefeito eleito em sufrágio universal                                                       |
| 13 | José Carlos de Carvalho, Zé Carlos (São Desidério, 10.09.1971–)             | 1° de janeiro de 2021 | Partido Progressista PP                          | 31 de dezembro de 2024  | Prefeito reeleito em sufrágio universal |                                                                                             |
| 14 | José Antônio Rodrigues Linhares, Tony Linhares (São Desidério, 21.04.1988–) |                       | Progressistas PP                                 | 1° de janeiro de 2025   | Atual                                   | Prefeito eleito em sufrágio universal                                                       |